# Moselstein
Der Moselstein ist eine 565,7 m ü. NHN hohe, bewaldete Erhebung des Höhenzugs Hahnenkamm, einem Teil des Mittelgebirges Fränkische Alb, im mittelfränkischen Landkreis Weißenburg-Gunzenhausen (Bayern).

## Geographie

### Lage
Der Moselstein liegt im Naturpark Altmühltal im Süden des Hahnenkamms, südwestlich der Orte Ober- und Unterheumödern, südöstlich von Freihardt und etwas nordöstlich von Siebeneichhöfe, etwa auf halber Strecke zwischen Möhren und Auernheim; sie alle sind Gemeindeteile von Treuchtlingen. Im Süden breitet sich das Waldgebiet Grottenhof aus. Westlich liegt der Kirschbühl und im Südwesten der Hausberg mit dem Kühberg. Nördlich fließt die Rohrach vorbei.

### Naturschutz
Auf dem Moselstein liegen Teile des Landschaftsschutzgebiets Schutzzone im Naturpark Altmühltal (CDDA-Nr. 396115; 1995 ausgewiesen; 1632,9606 km² groß).

### Naturräumliche Zuordnung
Der Moselstein gehört in der naturräumlichen Haupteinheitengruppe Fränkische Alb (Nr. 08), in der Haupteinheit Südliche Frankenalb (082) und in der Untereinheit Altmühlalb (082.2) zum Naturraum Hahnenkammalb (082.20).